# گویژجن
گویژجن (به لاتین: Gwieździn) یک روستا در لهستان است که در گمینا ژچنگتسا واقع شده‌است. گویژجن ۳۷۵ نفر جمعیت دارد.